# Paromenia pellucida
Paromenia pellucida är en insektsart som beskrevs av Victor Antoine Signoret 1853. Paromenia pellucida ingår i släktet Paromenia och familjen dvärgstritar. Inga underarter finns listade i Catalogue of Life.